# Nasrollah Abdollahi
Nasrollah Abdollahi (persisch نصرالله عبداللهی; * 2. September 1951 in Ahvaz) ist ein ehemaliger iranischer Fußballspieler und heutiger Trainer.
Für die Nationalmannschaft spielte Abdollahi erstmals 1976 und bestritt 39 Länderspiele. Er nahm an der Fußball-Weltmeisterschaft 1978 teil und war im Kader für die Fußball-Asienmeisterschaft 1972. Er gewann zweimal den Asiencup (1972 und 1976) sowie einmal den Fußballbewerb der Asienspiele 1974.